# Quintette pour cordes et piano no 2 de Martinů
Pour les articles homonymes, voir Quintette pour cordes et piano.
Le Quintette pour cordes et piano H.298 est un quintette pour piano, deux violons, alto, violoncelle de Bohuslav Martinů. Composé en 1944, il est le sommet de sa période américaine.

## Structure
1. Poco Allegro
2. Adagio
3. Scherzo: Poco allegretto
4. Finale: Largo - Allegro non troppo

La durée d'exécution est d'environ vingt sept minutes.